# Олівія Тірлбі
Олівія Джей. Тірлбі (англ. Olivia J. Thirlby; нар. 6 жовтня 1986) — американська акторка, відома такими своїми ролями: Ліа (Leah), найкраща подруга персонажу Еллен Пейдж у фільмі «Джуно» (2007); Наталі у фільмі «Найчорніша година» (2011) і Суддя Кассандра Андерсон у фільмі «Суддя Дредд» (2012). У червні 2008 року журнал «Vanity Fair» назвав Тірлбі представницею «Нової хвилі Голлівуду».

## Біографія
Тірлбі народилася у Нью-Йорку, у єврейській сім'ї менеджера з роботи із клієнтами в рекламному агентстві (мати) і підрядника (батько). Олівія виросла в Іствілледжі (Нижній Мангеттен), закінчила середню школу Френдз семінарі (Friends Seminary) у Ґрамерсі (район Мангеттена), де вона вчилася у класі з 57 учнями.
Олівія Тірлбі не має ґрунтовної акторської освіти і є дуже молодою актрисою, хоча її й запрошують у багато проектів. Акторська освіта Тірлбі полягає у її навчанні у літньому таборі (табір «French Woods Festival of the Performing Arts» у передмісті Нью-Йорка на озері Сенд Понд), де брала уроки сценічного мистецтва; і літньому таборі на Лонг Айленді («Usdan Center for the Creative and Performing Arts»), який свого часу відвідували Наталі Портман і Мерайя Кері. Олівія займалася у театрі «Американський Глобус»; також пройшла скорочений курс Королівської Академії Драматичного Мистецтва у Лондоні, де вона навчалася курсу сценічного поєдинку у інструкторів із Британської Академії сценічного і постановкового бою (BASSC).

## Акторська кар'єра
Дебютним фільмом для неї стали художній фільм 2006 року «Юнайтед 93» і епізодична роль у телесеріалі «Викрадений». Першу серйозну ролль Тірлбі отримала, ще навчаючись у середній школі, коли знялася у фільмі жахів «Таємниця» (2007).
У 2007-му році Олівія зіграла роль Ліи у фільмі «Джуно». Приблизно у цей час Олівію і її колегу по фільму «Джуно» Еллен Пейдж висували кандидатами на ролі у фільмі «Джек і Діана», однак невдало. Фільм «Безумство» (2008), у якому Тірлбі заграла роль Стефані, здобув приз глядацьких симпатій на фестивалі «Санданс» (Sundance Audience Award). Того ж року Олівія проходила проби наркокомедії «Ананасовий експрес» режисера Ґордона Ґріна, проте після першої ж репетиції її замінила актриса Амбер Герд. Натомість цей же режисер узяв її озвучувати пілотний епізод анімаційного фільму «Хороші Хвилі» She reunited with Gordon Green on the animated TV pilot Good Vibes.
Першим дебютом на сцені для Олівії була п'єса Б'ю Віллімона «Фарраґут Норт» у некомерційному театрі «Atlantic Theater Company» у Нью-Йорку. П'єса йшла із 22 жовтня 2008 р. — по 29 листопада 2008 р. у цьому театрі, а також у іншому некомерційному театрі «Ґеффен Плейхауз» (Geffen Playhouse) у червні 2009 року.
Тірлбі з'являється в серіалі 2009-го року «Стомлений на смерть» від телемережі «HBO». Вона також озвучує рекламні уривки відео з роману рекламні уривки відео з роману"Тринадцять причин чому" Джея Ашера, який починаючи з 2008 року регулярно розміщують на «YouTube». She also appeared in the 2011-released film Margaret. Олівію запрошують зіграти у фільмі «Різдво у Нью-Йорку», а також у картині «Для Еллен».
2010 року Тірлбі знімається у фільмах «Без правил» («The No Game») і «Безумна поведінка» («The Manners of Madness»). 2011-го року виходить на екрани фільм «Найтемніша година» (у рос. прокаті «Фантоми»), дешевий російський фантастичний філь Т.Бакмамбетова за участі Олівії. Також Тірлбі заявлено на одну з головних ролей у фільму «Інша сторона».
Останньою відомою роллю для Тірлбі стала Суддя Кассандра Андерсон у фільмі «Суддя Дредд», де вона знімалася разом із зірками світового рівня Карлом Урбаном (титульна роль) і Ліною Гіді (головна антагоністка). 2012 року акторка також знімалася у двох менш відомих картинах — «Кіно» і «Тут ніхто не ходить», представленому на фестивалі «Санденс 2012».

## Особисте життя
Для того, щоб на неї звернули увагу у пресі, Тірлбі стає учасницею «Проекту Самоочевидних Істин» («Self-Evident Truths Project») скандально відомої своїми поглядами актриси і фотографа Іо Тайлетт Райт (iO Tillett Wright). З тією ж метою у інтерв'ю для щоквартальника «Бруклін Меґезин» (що включало 10 фото, відзнятих самою Іо) у 2011 році Тірлбі заявила про свою бісексуальність. Неодружена станом на 2013 рік.

## Номінації
- 2008 — номінація на премію «Critics Choice Award» (найкращій команді акторів) за участь у фільмі «Джуно».
- 2012 — номінація на премию «Найкраща жіноча роль» за роль Кассандри Андерсон у фільмі «Суддя Дредд»

## Фільмографія
| Рік  | Назва                       | Роль                           | Примітки                |
| ---- | --------------------------- | ------------------------------ | ----------------------- |
| 2006 | «Юнайтед-93»                | Ніколь Керол Міллер            |                         |
| 2006 | «Відімкнений»               | Еббі                           | короткометражний фільм  |
| 2007 | «Снігові янголи»            | Лайла Рейберн                  |                         |
| 2007 | «Джуно»                     | Ліа                            |                         |
| 2007 | «Любов пізно приходить»     | Сильвія Брокелез               |                         |
| 2007 | «Таємниця»                  | Саманта Марріс                 |                         |
| 2008 | «Безумство»                 | Стефані                        |                         |
| 2008 | «Єва» (реж. Наталі Портман) | Кейт                           | короткометражний        |
| 2009 | «Нью-Йорку, я люблю тебе»   | актриса                        | епізод: «Бретт Ратнер»  |
| 2009 | «Людина-питання»            | Анн                            |                         |
| 2009 | «Невизначеність»            | Софі                           | «незалежне кіно»        |
| 2009 | «Зразкове розлучення»       | Еріка                          | «незалежне кіно»        |
| 2009 | «Запасне скло»              | студентка Тесс Силліван        | провал у касових зборах |
| 2009 | «Людина-успіх»              | Маурін (не зазначена в титрах) |                         |
| 2011 | «Більше, ніж секс»          | Кетті                          |                         |
| 2011 | «Марґарет»                  | Моніка                         |                         |
| 2011 | «Найтемніша година»         | Наталі                         |                         |
| 2012 | «Ніхто не йде»              | Мартін                         |                         |
| 2012 | «Бути Флінном»              | Деніз                          |                         |
| 2012 | «Суддя Дредд»               | Суддя Андерсон                 |                         |
| 2012 | «Червоний вузол»            | Хлоя Гаррісон                  |                         |
| 2013 | «Кіно»                      |                                |                         |
| 2013 | «Це те, що воно є»          | Джулз                          |                         |
| 2023 | «Оппенгеймер»               | Лілі Горніг                    |                         |

| Рік       | Назва                  | Роль           | Примітки    |
| --------- | ---------------------- | -------------- | ----------- |
| 2006-2007 | «Викрадений»           | Обрі Кейн      | 5 епізодів  |
| 2009      | «Смертельно втомлений» | Сюзанна        | 4 епізоди   |
| 2011      | «Хороші Хвилі»         | Джена (голос)  | 12 епізодів |
| 2016      | «Голіаф»               | Lucy Kittridge | 8 епізодів  |

| Рік  | Назва           | Роль  | Примітки                              |
| ---- | --------------- | ----- | ------------------------------------- |
| 2008 | «Фарраґут Норт» | Моллі | театр «Linda Gross Theater», Нью-Йорк |
| 2012 | «Я не самотня»  |       | театр «Second Stage Theatre»          |